# João Santana (político)
João Reis Santana Filho (Nazaré, 1 de fevereiro de 1944) é um político brasileiro. Foi ministro da Integração Nacional do Brasil a partir de 31 de março de 2010, substituindo a Geddel Vieira Lima, até o final do Governo Lula em 1 de janeiro de 2011.

## Biografia
Ele é formado em engenharia elétrica pela Escola de Engenharia Eletromecânica da Bahia. No Ministério da Integração Nacional, Santana ocupou o cargo de secretário de Infraestrutura Hídrica, que assumiu em maio de 2007.
João Reis Santana Filho foi professor de Medidas Elétricas na Escola de Engenharia Eletromecânica da Bahia; chefe de Manutenção Geral do Complexo Hidroelétrico da Central do Funil; secretário municipal de Serviços Públicos de Salvador; superintendente do INSS na Bahia; presidente da Companhia de Habitação do Estado da Bahia (URBIS); e presidente da Empresa Baiana de Águas e Saneamento (Embasa). Ele presidiu também a seção baiana da Fundação Ulysses Guimarães, do PMDB, além de ter sido delegado nacional e presidente do diretório estadual baiano do partido.
Candidatou-se às eleições de 2018 para o Governo da Bahia e foi o quinto candidato mais votado, com 38.960 votos.